# 可持续发展材料
《可持续发展材料》（SusMat，Sustainable Materials）是由四川大学主办，由約翰威立（Wiley）负责发行的同行評審材料学期刊。于2020年创刊，发行周期为双月刊。现任主编为王琪。关注领域为清洁能源、绿色催化、环境友好材料和污染治理等多学科交叉领域。2023年影响因子（Impact Factor, IF）为18.78。

## 历史
2020年11月，四川大学与约翰威立进行创刊签约，于同年12月正式创刊。
2021年3月，《可持续发展材料》获得创刊号，正式出版第一期，出版周期为季刊。同年10月被开放获取期刊目录(DOAJ)收录。
2022年，《可持续发展材料》被化学文摘社（CAS）和新型国际期刊引文索引数据库（ESCI）收录。出版周期改为双月刊。
2024年，入选“中国科技期刊卓越行动计划”二期项目。

## 关注领域
《可持续发展材料》主要关注材料学、工程学、化学、物理学和生态学领域的可持续发展材料的研究和应用。主要包括可持续能源和环境领域。

## 数据库收录
《可持续发展材料》被以下的文献或机构的数据库收录：
- 科学引文索引扩展版（SCIE）
- 化学文摘社（CAS）
- 开放获取期刊目录（DOAJ）
- 英国工程技术学会（IET）INSPEC数据库
- Web of Science

等

## 活动
自2020年起，《SusMat》期刊、四川大学及WILEY出版集团每年共同主办“可持续发展材料论坛暨《SusMat》学术年会”